# Kanakysaurus zebratus
Kanakysaurus zebratus — вид сцинкоподібних ящірок родини сцинкових (Scincidae). Ендемік Нової Каледонії.

## Поширення і екологія
Kanakysaurus zebratus мешкають на заході Нової Каледонії. Вони живуть в тропічних лісах і чагарникових заростях макі, на висоті від 100 до 900 м над рівнем моря.

## Збереження
МСОП класифікує цей вид як такий, що перебуває під загрозою зникнення. Kanakysaurus zebratus загрожує знищення природного середовища та хижацтво з боку інвазивних ссавців.